# Pinky and the Brain: The Master Plan
Pinky y Cerebro: El Plan Maestro es un juego de plataformas para la consola Game Boy Advance, es una secuela directa del videojuego de Animaniacs.

## El Juego
En este juego de plataformas se podrá controlar a los 2 héroes de dibujos animados: Pinky y Cerebro, a lo largo del juego podremos controlar básicamente a Cerebro y a Pinky juntos, a uno de los dos solos, o pilotando uno de los dos vehículos disponibles( Un Jeep y un Submarino), ahí 16 niveles, repartidos en diversas partes del mundo, en varios niveles ahí que resolver puzles para avanzar; el objetivo del juego es dominar el mundo (de forma natural).

## Historia
Mientras Cerebro ve las noticias, se le ocurre un nuevo plan para conquistar el mundo, pero un par de ratas de laboratorio llamadas Doofus y Roofus le roban la idea de conquista mundial de Cerebro y se roban su plan escrito, entonces, él y Pinky deciden recorrer todo el mundo para recuperar el plan escrito y derrotar a Doofus y a Roofus.

## Modo de juego
Al igual que el juego de Animaniacs creado por Konami, el desplazamiento es lateral, en los niveles es posible controlar a Cerebro y a Pinky juntos,a uno de los dos solo o usando uno de los dos vehículos disponibles, los niveles están repartidos en diferentes partes del mundo(como la selva, el laboratorio, un volcán, una montaña nevada, el desierto, etc)y en los niveles se podrá coger diferentes ítems(ver más adelante)

## Ítems
- Hojas:aparecen en todos los niveles normales, al recolectar 100 se obtiene una vida extra.

- Bloques:dentro de ellos hay hojas, vidas, letras, etc

- Íconos de Pinky y/o de Cerebro:están generalmente dentro de los bloques. Al cogerlo se obtiene una vida extra

- Queso verde:si se coge se puede usar la habilidad especial del personaje

- Letras:son letras que juntas forman la frase:Pinky y Cerebro.si se cogen todas es posible completar el nivel con un 100% y acceder a un minijuego.

- Cajas e Interruptores:forman parte de los puzles del juego, para obtener letras o simplemente llegar a cierto punto es necesario resolver estos puzles.

- Pistola:este ítem le da la habilidad a Pinky de dispararle a los enemigos.

- Tennis:Permiten a los personajes saltar más alto

- Monedas:Permite volver a empezar el juego desde un punto determinado

- Goblos:indican el final del nivel, si se pasa dicho punto el nivel culmina.

## Personajes

### Protagonistas

#### Pinky
Salto alto, es un ratón de laboratorio no muy inteligente que dice palabras sin sentido como narf, zort, poit,ei-gad y troz. Él siempre ayuda a Cerebro a conquistar el mundo y es un personaje controlable.
- Habilidades:

1-Él puede saltar muy alto
2-Con el queso verde se vuelve musculoso y rompe las barreras
3-Con la pistola él puede dispararle a los enemigos

#### Cerebro
Salto bajo, es el segundo personaje controlable del juego.
A diferencia de Pinky él es inteligente y el que siempre desea conquistar el mundo, en el juego su plan es robado por Doofus y Roofus, entonces él y Pinky exploran todas las partes del mundo para recuperar el plan maestro
- Habilidades:

1-Con el queso verde su cabeza se hincha hasta el punto de poder volar
2-Él puede pilotar los dos vehículos disponibles
- Datos: Q6076267